# Dames Handbal Team Middelkerke-Izegem
Cet article concerne le club de handball féminin de Izegem. Pour le club de handball masculin de Izegem, voir HBC Izegem.
Cet article concerne le club de handball féminin de Middelkerke. Pour le club de handball masculin de Middelkerke, voir Thor Middelkerke.
Dernière mise à jour : 20 janvier 2022.
Le Dames Handbal Team Middelkerke-Izegem, abrégé en DHT Middelkerke-Izegem, était un club belge de handball féminin, situé à Middelkerke et à Izegem dans la province de Flandre-Occidentale.
Porteur du matricule 419, le club a, pendant quatorze saisons, évolué au plus haut niveau avant de disparaître en 2018. 
Le club était affilié à la VHV.

## Histoire
| Compétition | nombres | Saisons |
| ----------- | ------- | --- |
| Division 1  | 14      | 2004/2005, 2005/2006, 2006/2007, 2007/2008, 2008/2009, 2009/2010, 2010/2011, 2011/2012, 2012/2013, 2013/2014, 2014/2015, 2015/2016, 2016/2017, 2017/2018 |

La handball féminin mettra du temps à s'officialiser en Belgique. Il fut tout d'abord représenté en Province de Flandre-Occidentale par l'Apolloon Kortrijk qui évolua sept saisons en Division 1 dans les années 90. 
Mais, au début du nouveau millénaire, aucun club ne représente malheureusement la région. C'est dans ce souci de proposer du handball féminin d'un autre niveau que les deux équipes dames des clubs du HBC Izegem et du Thor Middelkerke décident de s'émanciper en quittant leur club respectif pour fonder un nouveau club dédier entièrement au handball féminin. C'est ainsi que le Dames Handball Team Middelkerke-Izegem voit le jour en 2002, matricule 419.
Débutant au troisième et dernier échelon de la hiérarchie, le DHT Middelkerke-Izegem se hisse en deux saisons au sein de l'élite. Malheureusement pour le matricule, le fait d'avoir dicté sa loi aux deux échelons inférieur ne signifia pas la même chose en Division d'Honneur. En effet, le club flandrien ne parvint jamais à s'imposer, le meilleur résultat fut trois sixième place en 2011, 2012 et 2016. En fait, le plus haut fait d'arme du DHT Middelkerke-Izegem fut un demi-finale en Coupe de Belgique lors de la saison 2016/2017 où, après avoir vaincu logiquement les deux équipes de Liga (3e niveau) de l'Olse Merksem HC et du Sporting Neerpelt-Lommel, l'équipe se fit éliminer par le Fémina Visé, douze fois vainqueurs de la compétition, sur un total de 49 à 37, arrachant tout de même un partage à domicile, 21 partout.

## Parcours
| Saison    | Championnat        | Niveau | Résultat        | Coupe de Belgique |
| --------- | ------------------ | ------ | --------------- | ----------------- |
| 2002-2003 | Liga               | 3      | ?               | ?                 |
| 2003-2004 | Division 1         | 2      | 1er             | ?                 |
| 2004-2005 | Division d'Honneur | 1      | 9e              | ?                 |
| 2005-2006 | Division d'Honneur | 1      | 7e              | ?                 |
| 2006-2007 | Division d'Honneur | 1      | 7e              | ?                 |
| 2007-2008 | Division d'Honneur | 1      | 9e              | ?                 |
| 2008-2009 | Division d'Honneur | 1      | 8e              | ?                 |
| 2009-2010 | Division 1         | 1      | 8e              | ?                 |
| 2010-2011 | Division 1         | 1      | 6e              | ?                 |
| 2011-2012 | Division 1         | 1      | 6e              | -                 |
| 2012-2013 | Division 1         | 1      | 8e              | -                 |
| 2013-2014 | Division 1         | 1      | 8e              | -                 |
| 2014-2015 | Division 1         | 1      | 7e-8e (2e PD A) | -                 |
| 2015-2016 | Division 1         | 1      | 6e              | 1/4 de finale     |
| 2016-2017 | Division 1         | 1      | 7e              | 1/2 finale        |
| 2017-2018 | Division 1         | 1      | 7e              | 1/4 de finale     |

.

## Couleur
Les couleurs du club était d'abord le jaune et noir avant de devenir le bleu et noir.

## Joueuses
- Inès Mulier
- Joeke Verbeeke